# Interfaz de múltiples documentos
Los programas de ordenador gráficos de interfaz de múltiples documentos (MDI) son aquellos cuyas ventanas se encuentran dentro de una ventana padre (normalmente con la excepción de las ventanas modales), de manera opuesta a una interfaz de documento único o SDI. Ha habido muchos debates sobre qué tipo de interfaz se prefiere. Generalmente se considera que SDI es más útil si los usuarios trabajan con varias aplicaciones. Las compañías han utilizado ambos sistemas con reacciones diversas. Por ejemplo, Microsoft ha cambiado la interfaz de sus aplicaciones Office de SDI a MDI y luego otra vez a SDI, aunque el grado de implementación varía entre componentes.
La principal desventaja de MDI es la escasez de información sobre las ventanas abiertas: Para ver una lista de ventanas abiertas de una aplicación MDI, el usuario normalmente tiene que seleccionar un menú específico ("lista de ventanas" o algo parecido), si esta opción está disponible. Con una aplicación SDI, la barra de tareas del administrador de ventanas muestra las ventanas abiertas actualmente. En los últimos años, las aplicaciones han añadido barras de tareas o sistemas de pestañas a las aplicaciones MDI, lo que ha hecho obsoleta esta crítica. Algunas personas usan un nombre distinto para este tipo de interfaz, "interfaz de pestañas" (TDI). Cuando se usa pestañas para controlar las ventanas, estas normalmente no se pueden cambiar de tamaño por separado.